# Venă gastroepiplonică dreaptă
Vena gastroepiploică dreaptă (vena gastroomentală dreaptă) este un vas de sânge care drenează sângele din curbura mare și din partea stângă a corpului stomacului în vena mezenterică superioară. Se desfășoară de la stânga la dreapta de-a lungul curburii mari a stomacului între cele două straturi ale epiplonului mare, împreună cu artera gastroepiploică dreaptă. Ca afluent al venei mezenterice superioare, este parte a sistemului port hepatic . 